# Dipodascus macrosporus
Dipodascus macrosporus är en svampart som beskrevs av Madelin & Feest 1982. Dipodascus macrosporus ingår i släktet Dipodascus och familjen Dipodascaceae.   Inga underarter finns listade i Catalogue of Life.